# Villingili (Kaafu-atol)
Villingili is een van de eilanden van het Kaafu-atol behorende tot de Maldiven.